# Unienville
Unienville ist eine französische Gemeinde mit 108 Einwohnern (Stand: 1. Januar 2022) im Département Aube in der Region Grand Est (bis 2015 Champagne-Ardenne). Sie gehört zum Arrondissement Bar-sur-Aube und zum Gemeindeverband Lacs de Champagne.

## Geografie

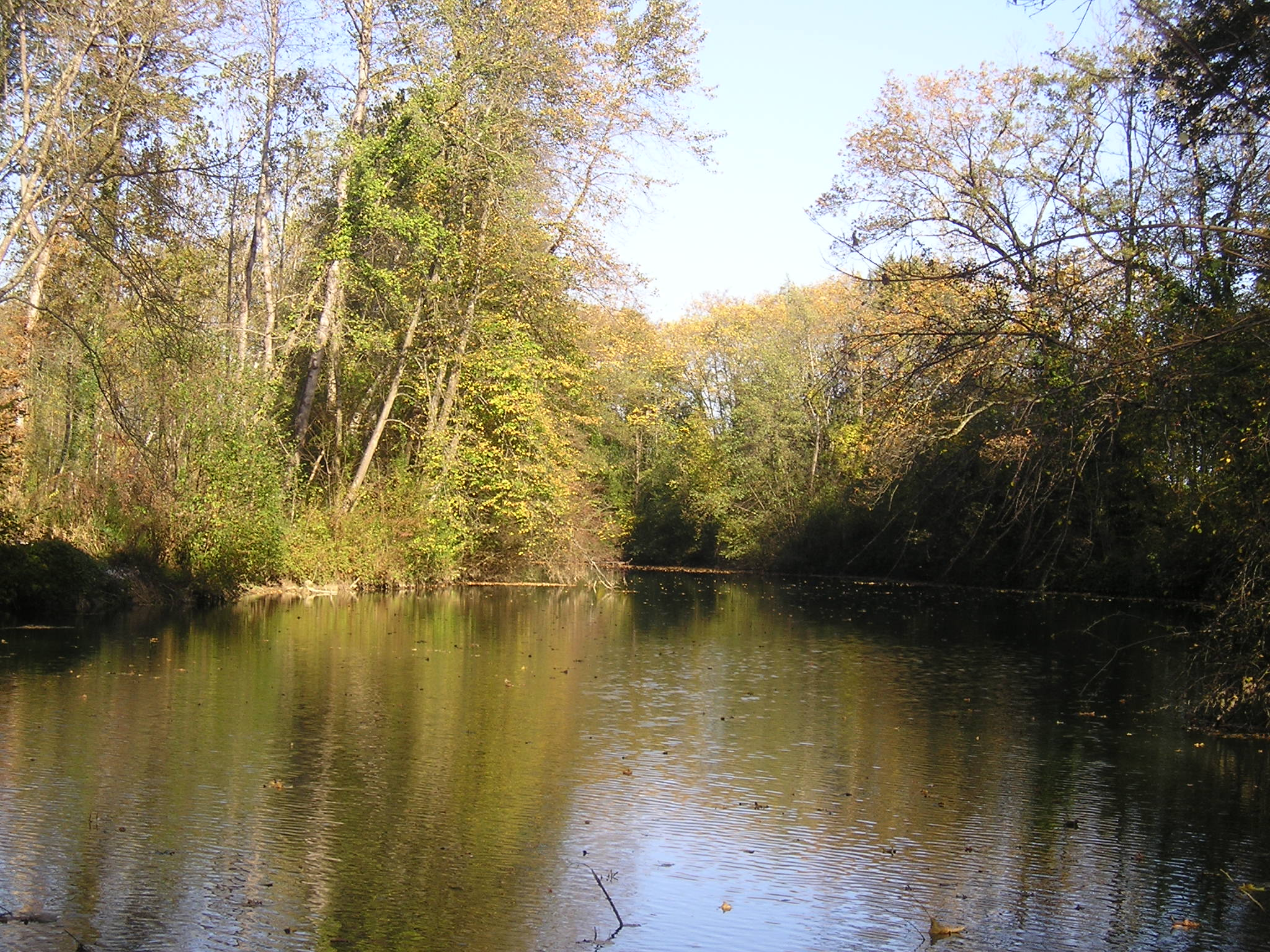
Auwald an der Aube bei Unienville

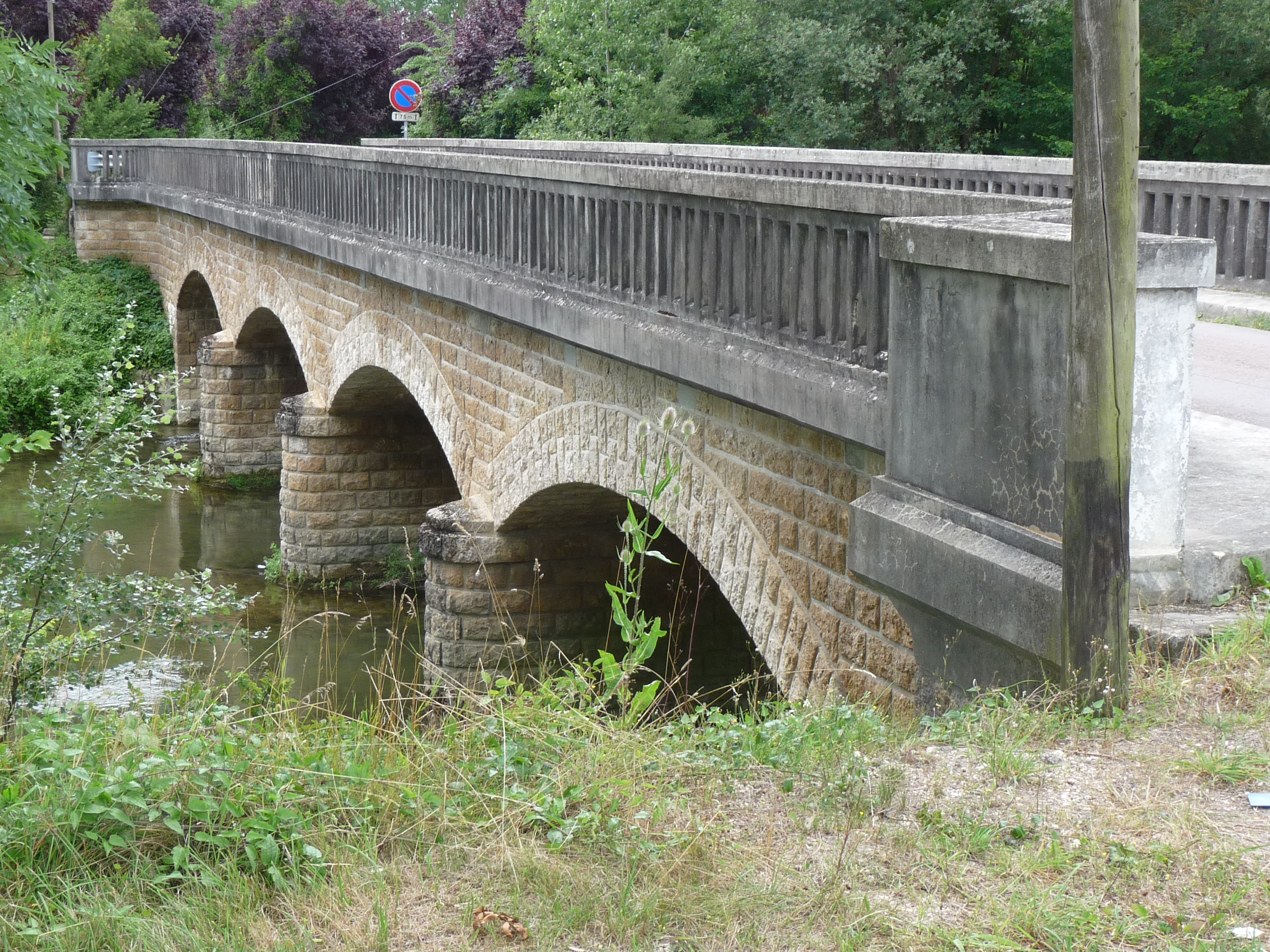
Brücke über die Aube in Unienville

Die Gemeinde Unienville liegt an der Aube, etwa 35 Kilometer östlich von Troyes im Regionalen Naturpark Forêt d’Orient. In der 11,7 km² umfassenden Gemeinde verläuft der Canal d’amenée, der den 5 km² großen Lac Amance und den mit ihm verbundenen 20 km² großen Lac d’Auzon-Temple mit Wasser aus der Aube speist. Das Gebiet um Unienville ist flach und von Ackerflächen geprägt. Entlang der Aube gibt es größere Auwaldbestände, im Südwesten erstreckt sich der Forst Les Grands Essarts als Teil des Forêt d’Orient. Nachbargemeinden von Unienville sind Dienville im Westen und Norden, Juvanzé im Osten, Trannes und Jessains im Südosten sowie Amance im Süden.

## Bevölkerungsentwicklung
| Jahr      | 1962 | 1968 | 1975 | 1982 | 1990 | 1999 | 2006 | 2014 | 2022 |
| Einwohner | 205  | 192  | 167  | 149  | 139  | 116  | 104  | 127  | 108  |

Im Jahr 1886 wurde mit 499 Bewohnern die bisher höchste Einwohnerzahl ermittelt. Die Zahlen basieren auf den Daten von cassini.ehess und INSEE.

## Sehenswürdigkeiten
- Ferme du Breuil, ein Bauernhof mit Scheunen, der früher zum Kloster Clairvaux gehörte, Monument historique[3]
- Abschnitt einer Römerstraße am Ostrand der Gemeinde, ebenfalls als Monument historique ausgewiesen[4]
- Kirche Saint-Symphorien aus dem 12. Jahrhundert, vom 16. bis zum 19. Jahrhundert mehrmals verändert und rekonstruiert

## Wirtschaft und Infrastruktur
In Unienville sind zehn Landwirtschaftsbetriebe ansässig, die sich hauptsächlich mit dem Getreideanbau beschäftigen.
Unienville liegt an der Fernstraße D396 von Vitry-le-François nach Bar-sur-Aube. 20 Kilometer südlich von Unienville besteht ein Anschluss an die Autoroute A5 von Paris nach Langres.

## Belege
1. ↑  Unienville auf cassini.ehess.fr
2. ↑  Unienville auf insee.fr.
3. ↑  Ferme du Breuil in der Base Mérimée des französischen Kulturministeriums (französisch)
4. ↑  Tronçons de voies romaines de Langres à Remps et de Troyes à Naix in der Base Mérimée des französischen Kulturministeriums (französisch)
5. ↑  Landwirtschaftsbetriebe auf annuaire-mairie.fr (französisch)